# Der Farbenhändler im Ruhestand
Der Farbenhändler im Ruhestand ist eine der 56 Sherlock-Holmes-Erzählungen des britischen Schriftstellers Sir Arthur Conan Doyle und außerdem ist sie eine der 12 Geschichten aus dem gesammelten Zyklus Sherlock Holmes’ Buch der Fälle.

## Handlung
Sherlock Holmes ist von einem pensionierten Farbenhändler, Josiah Amberley aus Lewisham, engagiert worden, um im Fall des Verschwindens seiner Frau zu ermitteln. Sie hat ihn mit einem Nachbarn, Dr. Ernest Ray, und einer beträchtlichen Menge an Geld und Wertpapieren verlassen. Amberley fordert, dass Holmes die beiden aufspürt. 
Da Holmes im Moment von einem anderen Fall zu sehr in Anspruch genommen wird, schickt er Dr. Watson nach Lewisham, damit dieser so viel beobachtet wie er kann, obwohl Watson sich sehr wohl bewusst ist, dass dies mehr Holmes Bereich ist. Er tut sein Bestes und beobachtet, dass Amberley damit beschäftigt ist, sein Haus zu streichen, was selbst Watson ein wenig merkwürdig erscheint. Er sieht auch die unbenutzte Theaterkarte von Amberleys Frau. Tatsache ist es, dass Mrs. Amberley und ihr junger Freund verschwanden, während Amberley allein ins Theater ging, nachdem seine Frau über Kopfschmerzen klagte. Watson notiert sich die Sitzplatznummer. 
Watson sieht auch Amberleys Tresorraum, aus dem seine Frau die Wertsachen gestohlen hatte. Der Raum erinnert Watson an einen Banktresor. Anscheinend hatte sie einen eigenen Schlüssel nachmachen lassen. Er trifft auf der Straße auf einen Faulenzer mit einem eher militärischen Erscheinungsbild, und später sieht Watson ihn, mit Verspätung zu einem Zug auf der Blackheath Station rennen, während Watson selbst auf dem Weg zur Baker Street 221b ist. Holmes erkennt den Mann nach Watsons Beschreibung. Es ist Holmes‘ Mitstreiter der Verbrechensbekämpfung: Barker. Es stellt sich später heraus, dass Ray Ernests Familie Barker engagiert hat, um den verschwundenen Arzt zu finden. 
Eine Reihe anderer Dinge über Amberley liegen auf der Hand. Erstens: Amberley ist ein Geizhals und als solcher ist er sehr eifersüchtig. Zweitens: Er ist ein eifriger Schachspieler (genauso wie Ernest, denn so haben sie sich kennengelernt), woraus Holmes schließt, dass er auch ein Mensch mit raffiniertem Vorgehen ist. 
Holmes ahnt etwas, und so schickt er Watson zusammen mit Amberley unnützerweise in ein kleines Dorf in Essex, um Amberley aus dem Weg seiner Ermittlungen zu schaffen, während er selbst in Amberleys Haus einbricht, um dort seine Untersuchungen anzustellen. Er wird von Barker "geschnappt", aber beide kommen überein, zusammenzuarbeiten. 
Gemeinschaftlich gelangen sie zu einer Lösung. Auf dieser Basis konfrontiert Holmes später Amberley mit der dramatischen Frage: „Was haben Sie mit den Leichen gemacht?“ Holmes gelingt es gerade rechtzeitig, Amberley aufzuhalten, eine Giftkapsel einzunehmen. Offensichtlich ist Amberley schuldig. 
Holmes schildert seine Schlussfolgerungen. Amberleys Alibi zerfiel in dem Moment, als Holmes entdeckte, dass sein Platz am Haymarket Theatre in der fraglichen Nacht nicht belegt war, die Platznummer leitete er aus den Angaben Watsons über das Ticket der Frau Amberleys ab. Außerdem war die Malerei ein Anhaltspunkt. Holmes war klar, dass Amberley strich, um einen anderen Geruch zu überdecken und er entdeckte bald, was für ein Geruch das war: Gas. Er fand eine Gasleitung, die in den Tresorraum führt und die auf der Außenseite des Raums mit einem Hahn versehen ist.  Holmes schlussfolgert, dass Amberley seine Frau und ihren Liebhaber, Amberley hat jedenfalls Doktor Ernest für solch einen gehalten, in den Tresorraum lockte, sie einsperrte und das Gas aufdrehte. Er tötete beide aus Eifersucht. Er hatte die "gestohlenen" Wertsachen einfach irgendwo versteckt. In Tintenstift, schrieb eines der Opfer: "Wir wur ...", vielleicht im Begriff zu schreiben: "Wir wurden ermordet." 
Die Leichen werden in einem stillgelegten Brunnen im Garten, der unter einer Hundehütte versteckt ist, gefunden. Dort, wo Holmes der Polizei zu suchen empfohlen hatte. 
Amberley, der offenbar glaubte, Holmes sei ein „purer Angeber“, war der Ansicht, dass niemand außer ihm selbst die Toten jemals zu finden vermag.
Holmes glaubt, dass Amberley voraussichtlich sein Ende eher in Broadmoor anstatt auf dem Schafott finden wird.